# Góra Rzędowa

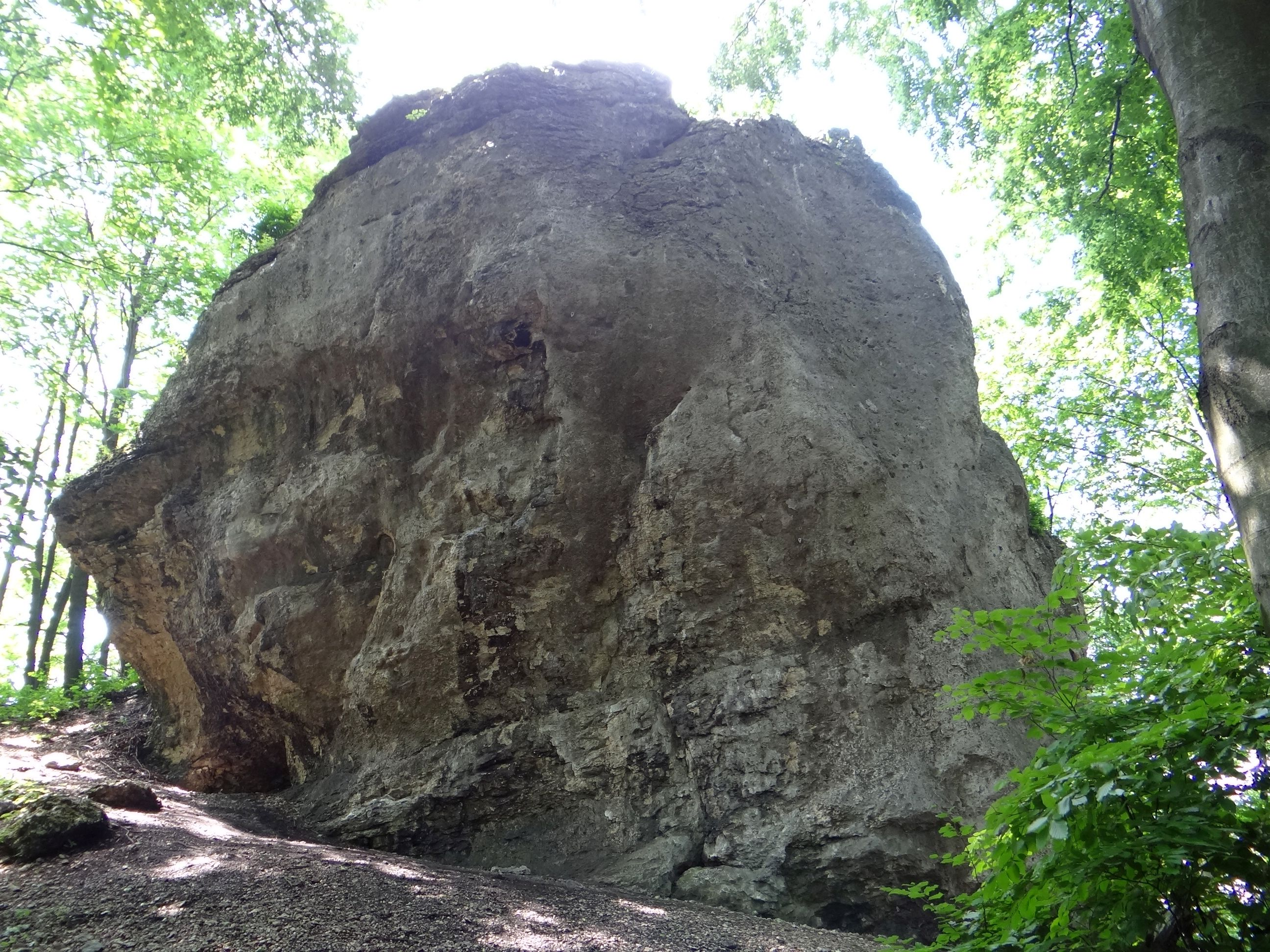
Skała Krzewiny

Góra Rzędowa – wzniesienie pomiędzy Bzowem a Karlinem (dzielnice Zawiercia) w województwie śląskim, w powiecie zawierciańskim. Jest porośnięte lasem, jego kulminacja znajduje się w Karlinie, blisko skraju lasu i granicy między tymi dzielnicami. W odległości około 700 m na południe, na polach Bzowa znajduje się drugie wzniesienie – Skała Rzędowa, w przewodniku wspinaczkowym G. Rettingera opisywana jako Góra Rzędowa. Pod względem geograficznym Góra Rzędowa znajduje się w mezoregionie Wyżyna Częstochowska, która jest częścią Wyżyny Krakowsko-Częstochowskiej. 
W lasach Góry Rzędowej znajdują się dwie skały, na których uprawiana jest wspinaczka skalna: Biały Kamień i Krzewiny. 